# Lars Zech
Pour les articles homonymes, voir Zech.
Pour l’article ayant un titre homophone, voir Zek.
Lars Zech est un sculpteur sur bois allemand du XXIe siècle, né en 1971 à Stuttgart. Il travaille depuis 1995, en particulier à la tronçonneuse.
Ses sculptures figurent dans les collections privées de Karl Lagerfeld, Donna Karan ou Giorgio Armani.